# Мбея (регіон)
Мбея (англ. Mbeya) — один з 31 регіону Танзанії. Має площу 35 954 км², з яких 35 493 км² належать до суші, за переписом 2012 року його населення становило 2 707 410 осіб. Адміністративним центром області є місто Мбея. 29 січня 2016 року з західної половини регіону створений новий регіон Сонгве.

## Географія
Розташований на півдні країни, межує з Замбією та Малаві, а також має вихід до озера Ньяса.

## Адміністративний поділ
Адміністративно область поділена на 8 округів:
- Чуньян
- Мбаралі
- Мбозі
- Рунгве
- К'єла
- Іледже
- Мбея-місто
- Мбея-село